# Pfarrkirche Fritzens

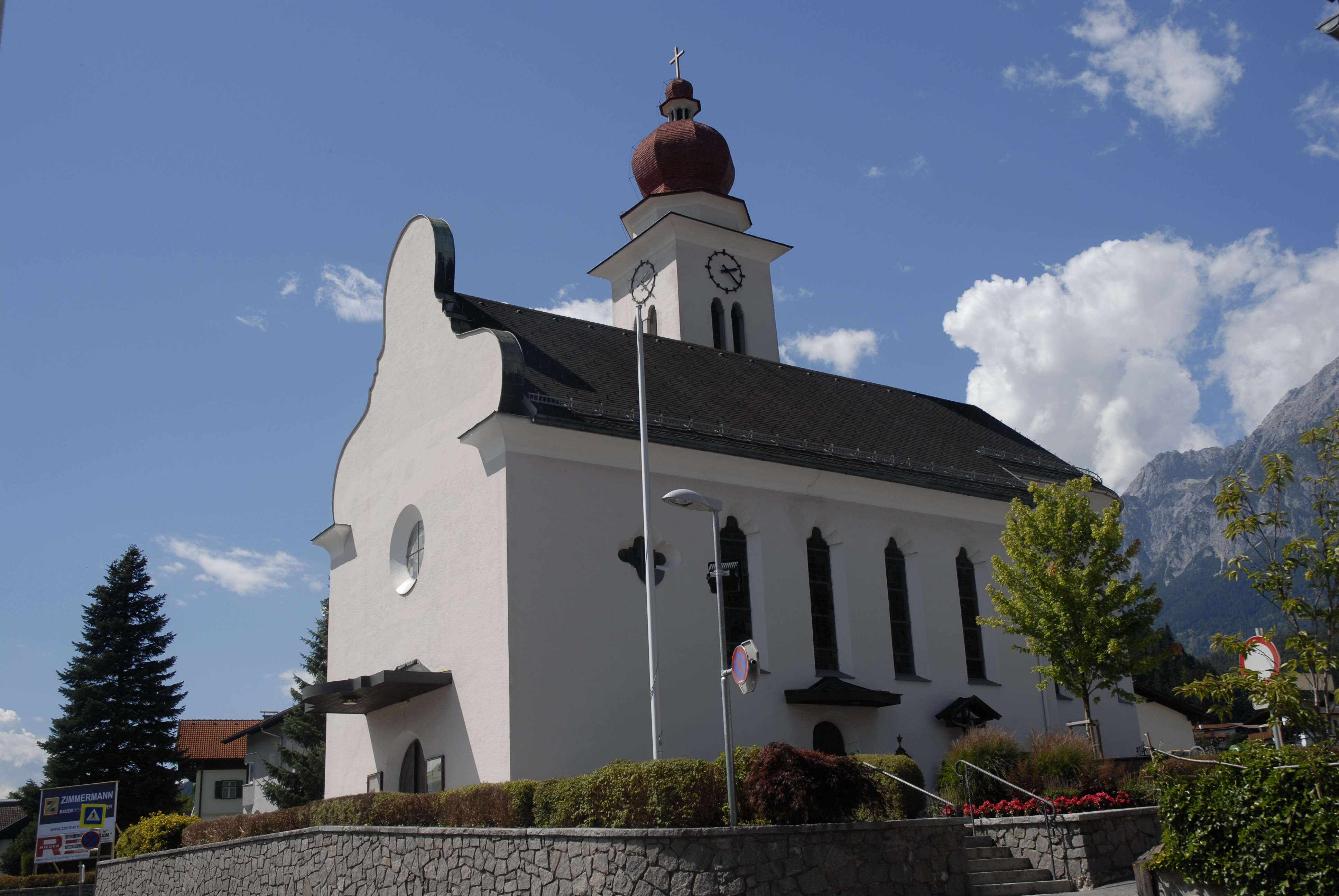
Katholische Pfarrkirche hl. Johannes der Täufer in Fritzens

Die römisch-katholische Pfarrkirche Fritzens steht im Ortszentrum der Gemeinde Fritzens im Bezirk Innsbruck-Land im Bundesland Tirol. Die dem Patrozinium des hl. Johannes des Täufers unterstellte Pfarrkirche gehört zum Dekanat Schwaz in der Diözese Innsbruck. Die Kirche und der Friedhof stehen unter Denkmalschutz (Listeneintrag).

## Geschichte
Eine 1648 geweihte Kapelle wurde 1856 im Zuge des Bahnbaues abgebrochen. Als Ersatz wurde 1863 eine neugotische Kapelle in der Dorfmitte erbaut und 1886 geweiht. 
Der Neubau einer Kirche erfolgte 1933 nach den Plänen der Architekten Hans Menardi und Hans Watzel. Das Gotteshaus wurde 1941 zur Pfarrkirche erhoben.

## Architektur
Die Kirche in neubarocken Formen ist von einem Friedhof umgeben.
Das Kirchenäußere zeigt ein Langhaus mit einer Südfront mit einem dreipassig geschweiften Blendgiebel, es schließt mit einer eingezogenen Rundapsis. Das rundbogige Südportal befindet sich unter einem Vordach, darüber befindet sich ein Kreisfenster. Die Fenster des Langhauses und des Chores schließen kurvig ab. 
Der Westturm am Langhaus steht zwischen der nördlichen Sakristei und einem kleinen halbrunden Treppentürmchen als Zugang zur Kanzel im Süden. Das Glockengeschoß des Turmes hat schmalhohe gekoppelte Schallfenster und einen Abschluss mit einer weit überhängenden Hohlkehle, der Turm trägt auf einem kurzen Oktogon einen Zwiebelhelm mit einer kleinen Laterne.
Das Kircheninnere zeigt ein Langhaus unter einem Tonnengewölbe mit ausgerundeten Stichkappen. Der Triumphbogen ist rundbogig, der leicht eingezogene Chor hat radial angeordnete Stichkappen. Die Holzempore wird von zwei Stützen getragen.
Die Wandmalereien schuf Franz Xaver Fuchs 1936. Sie zeigen im Chorgewölbe die Schutzmantelmadonna über Vertretern der Stände vor der Kirche von Fritzens, am Triumphbogen den Christkönig zwischen Heiligen, im Langhaus zwei Engel mit dem Schweißtuch und Auffindung des Heiligen Fritzner Hauptes zwischen den Vierzehn Nothelfern, unter der Empore die Ansicht des 1933 abgetragenen neugotischen Kirchleins. Die Glasmalereien nach Entwürfen von Carl Rieder 1933/1934 zeigen im Chor die drei Erzengel, im Langhaus die Gottesmutter mit der kleinen hl. Theresia, Kreuzigung und Szenen aus dem Leben des hl. Johannes des Täufers.